# 방훈의 난
방훈의 난(龐勛之亂)은 중국 당나라 말기 의종 때 서주 무녕군(武寧軍. 본거지는 현 장쑤성 쉬저우 시) 번진(藩鎭)의 군인인 방훈(龐勛)이 일으킨 대형 반란으로, 868년부터 869년까지 지속되었다. 구보의 난 다음으로 일어나서 반란이 종료된 지 7년 후에 일어난 황소의 난 이전 사이에서 발생한 큰 반란이었으며, 《신당서》에서 '당나라는 황소로 (사실상) 망했지만, 화근은 계림에서 비롯했다.'라고 평할 정도로, 당나라가 사실상 패망의 길로 접어들기 시작하게 만든 황소의 난의 전주곡을 마련하였다.

## 반란이 일어난 배경

### 교만한 병사들
안록산의 난 이후, 당나라 말기에 접어들면서 병사들의 반란이 종종 발생하게 되었다. 이것은 지방의 번진(藩鎭)에 파견된 절도사(節度使)가 넉넉한 예산을 벌기 위해 필요 경비의 삭감을 실시한 결과, 군인들의 급여가 대폭 감소하면서 이에 불만을 품은 장병들이 반란을 일으켜 절도사를 축출하고 자신들과 적성이 맞는 절도사를 추대한 데 따른 것이었다. 또 한편으로는, 장병들을 지나칠 정도로까지 우대하여 그들의 비위를 맞추는 절도사도 있었다.
서주(徐州, 현 장쑤성 쉬저우 시)를 본거지로 삼아 서주・사주(泗州, 현 장쑤성 화이안 시)・숙주(宿州, 현 안후이성 쑤저우 시)・호주(濠州, 현 안후이성 추저우 시)의 4주를 지배했던 무녕군(武寧軍) 번진도 평판이 좋지 않은 번진으로 유명했다. 이것은 서주 일대가 수륙 교통의 요충지였기 때문에, 이 일대의 장병들이 특별한 우대를 받고 있었던 데 따른 것이었다. 당 목종 연간에 무녕군 절도부사(武寧軍節度副使)에 임명된 왕지흥이 서주에 부임하면서 2천 명의 날래고 사나운 정예병들을 모집하여 7개 군단으로 나누어 정예부대를 창설했다. 그들에게는 여러 가지 특권이 주어져 있어서, 왕지흥이 다른 번진으로 전임된 이후에도 그 특권은 계속되어 후임 절도사들도 줄곧 그들의 비위를 맞추기에 급급하였다.
862년 7월, 서주의 교병(驕兵, 무녕군 번진의 정예병들은 서로 각자의 지위와 특권을 세습하였기 때문에 '교병(驕兵)'이라는 별명이 붙어 있었다)들이 신임 무녕군 절도사인 온장(溫璋)을 축출해 버리는 사건이 일어났다. 이것은 온장이 엄격한 관리라는 평판이 있었기 때문에 그들의 요구를 들어줄 수 있는 상사(上司)를 내놓으라는 교병들의 메시지였지만, 이것이 그들의 파멸로 이어져 버리고 말았다. 온장의 후임으로 부임해 온 무녕군 절도사가 구보의 난을 단 일격에 진압한 명신 왕식이었기 때문이었다.
이때 왕식은 구보의 난을 막 진압한 직후였기 때문에, 구원군으로 출진해 있었던 충무군(忠武軍, 본거지는 현 허난성 쉬창 시)과 의성군(義成軍, 본거지는 현 허난성 안양 시)의 두 번진 병력을 임시로 지휘하고 있었다. 구보의 난이 진압되면서 이들 두 번진 장병들을 위로하여 해산시키는 단계에 이른 다음에 잠시 동안 그들에게 서주의 교병들을 몰살시키라는 명령을 내렸던 것이었다. 그 결과 수천 명의 교병들이 일거에 떼죽음을 당하였고, 이처럼 예상치도 못한 왕식의 무력 조치로 무녕군 번진은 괴멸되어 해체되는 운명을 맞이하게 되었다. 마침내 무녕군 번진은 소멸해 버렸다. 그러나 이 과정에서 무녕군 번진 소속의 교병들 전원을 몰살시키는 데에는 이르지 못했다. 살아남은 교병들은 비적(匪賊)이 되었다. 정부는 1개월 이내에 자수하면 죄를 묻지 않겠다는 포고를 발령하게 되었다.

### 계주에 부임하다
그 후, 864년에 남조가 교지(交趾, 현 베트남 북부 일대)를 점령하면서 당나라 조정에서는 서주・사주의 2주 일대(구 무녕군 번진 관하 지역)의 3천여 명의 장병들을 모집하여, 그들을 남조 방위의 최전방 지역인 옹주(邕州, 현 광시 좡족 자치구 난닝시)에 주둔시키라는 조칙(詔勅)을 내렸다. 당나라와 토번의 쇠약을 지켜보고 자립하려고 했던 남조에 대처하기 위해 비적화된 서주의 교병들을 활용하려는 일석이조를 노린 명령이었다. 그들은 해당 지역이 안정을 되찾을 때까지 주둔하도록 되어 있었으며, 그 기한은 일단 3년으로 결정되었다. 그러나 정작 모집에 응한 인원은 약 2천 명뿐이었다. 이렇게 해서, 그 2천 명의 서주의 교병들 중 800명이 계주(桂州, 현 광시 성 구이린 시)에 부임하게 되었다.

### 북쪽으로의 귀환길
그런데 먼 지방에서 주둔한 지 3년이 지났는데도 교체 명령은 없었고, 드디어 6년째가 되어 버렸다. 이때까지 6년 동안 교체가 이루어지지 않자 병사들은 고향으로 돌아가고 싶은 마음이 간절해지고 있었다. 그래서 귀향을 탄원했지만, 이를 각하당하고 다시 1년을 더 주둔할 것을 명령받았다. 교병들은 자신들이 고향에 돌아갈 가망이 없어지자 이 사태에 격분하기에 이르렀고, 그들의 분노가 폭발했다. 마침내 교병들은 도적 출신의 전직 무녕군 장교였던 도우후(都虞侯, 금군(禁軍)이나 번진 절도사의 친위군 내에서 군법의 집행을 담당하는 친위대 상급 장교) 허길(許佶) 등의 주도로 반란을 일으키면서 행동을 개시하게 되었다.
868년 7월, 계주의 관찰사가 인근 지방으로 전근을 가면서 후임이 아직 도착하지 않은 시기를 노린 교병들은 계주도장(桂州都將) 왕중보(王仲甫)를 살해하고 식량창고를 강도 높게 약탈하였다. 그들은 양료판관(糧料判官, 식량과 사료와 관련된 사무를 감독하는 관리) 방훈을 자신들의 우두머리로 추대하여 서주로의 귀환을 개시한 것이었다. 공식적으로는 이것이 방훈의 난의 시작으로 되어 있다.
그들은 비록 모반을 일으켰지만, 3년 교체를 언급해 두면서 6년으로 주둔 기간을 연장한 조정 측에서도 꺼림칙한 입장을 보였기 때문에 토벌에는 들어가지 않았다. 그들은 호남도(湖南道, 현 후난성 일대)를 지나 장강을 따라 악악도(鄂岳道, 현 후베이성 남동부 일대)・선흡도(宣歙道, 현 안후이성 남부 일대)・절서도(浙西道, 현 저장성 북부 일대) 등을 거쳐 동쪽으로 북상하여 회남도(淮南道, 현 안후이성 중부 일대)에 이르렀다. 그들은 통과 지점의 주와 현에서 환대를 받으면서 서주로 향했다. 이때 원래 그들의 동료로 그때는 이미 도적이 되어 있었던 교병들이 합류하면서 어느새 1천 명으로 늘어나 있었다.
당시 서주는 서사도 관찰사(徐泗道觀察使)의 관하에 있었고, 이때의 그 서사도 관찰사는 최언증(崔彦曾)이었다. 교병들과 관찰사 사이에서 사자의 왕래가 있어서 조정으로서는 일단은 허락할 방침이었지만, 일각에서는 제멋대로 난폭한 행위를 일삼아 온 무리들을 받아들여도 좋은 것인지에 대한 의문의 주장이 제기되었고, 또한 그 주장이 조정 내부에서 주된 기류를 이루고 있었다. 또한, 교병 측도 조정을 신용하고 있지는 않았다. 이러한 의심의 망상에 의한 공포 속에서 방훈에게는 하나의 야망이 발동하고 있었다. 방훈은 다음과 같이 부하들을 선동하였다.
"조정에서는 우리를 능지처참하고 일족들을 모두 주살하려고 한다. 어차피 죽는다면 (관군과) 싸워서 죽는 것이 낫다. 한번 더 부귀영화를 얻어서 옛날처럼 마음 편한 생활을 보내야 하지 않겠는가?"

이로써 서주의 교병들은 마침내 반역을 개시하게 되었다.

## 정부군과의 전투 과정

### 팽성을 함락시키다
방훈에게 있어서 다행이었던 것은, 최언증과 그 부하들이 백성으로부터 가혹한 수탈을 자행하여 지극히 평판이 나빴던 것이었다. 이 때문에 당시의 정치에 불만을 품은 백성들과 호족들이 방훈의 군세에 가담하면서 민란의 성격으로 발전하게 되었다.
868년 9월(《신당서》에서는 10월)에는 서주의 본거지인 팽성이 함락되었고, 최언증은 사로잡히고 그의 부하들은 장이 도려내지는 극형을 당하였으며 그들의 일족들은 몰살되었다. (단, 최언증은 방훈군이 서주를 점거한 이후에 이를 토벌하러 나온 정부군이 서주성 앞에 이르자 그들이 보는 앞에서 방훈군에 의해 살해되었다.) 이로써 서주는 교병들의 수중에 들어가게 되었다. 이어서 방훈군은 회수 어귀를 점거하여 장안의 당나라 황실을 위협하였다. 장강과 회수 일대는 대혼란에 빠졌고, 이후 그 일대의 많은 백성들이 반란을 일으켜 방훈군의 진격에 호응하면서 방훈군은 기세를 크게 떨쳤다. 그 과정에서 참가한 인원도 이 무렵에는 총병력 20만 대군에까지 이르게 되었다.
이 실적을 거둔 방훈은 조정을 위협하여 스스로 무녕군 절도사의 자리에 오르려고 했다. 그런데, 조정의 방침은 어디까지나 토벌이었다.

### 정부군과 맞서다
조정은 우선 방훈군 측에 사자를 파견하여 시간을 버는 한편, 명장 강승훈을 방훈 토벌군의 총대장으로 삼고 왕안권(王晏權)과 대가사(戴可師)를 서주남면행영초토사(徐州南面行營招討使)로 임명하여, 남북 양쪽에서 세 방향으로 일제히 진격하여 방훈군을 서주성 아래에서 섬멸시킬 것을 계획하였다. 또한, 이와 동시에 각지의 군대에도 동원령이 하령되면서 총병력 20만 대군의 정부군이 서주를 향해 진격하기 시작하였다. 이때 강승훈은 내지에 있던 이민족인 사타족 기마군단을 토벌전에 참가시켜 줄 것을 요청하여 이를 허락받았다. 이로써 교병과 정부군의 사이에서 서주와 사주 일대를 둘러싼 격렬한 공방전이 개시되었다. 869년의 일이었다.
방훈 토벌군의 대장 중 한 사람인 대가사는 3만 명의 우림군(羽林軍)을 이끌고 용맹만 믿고 빠른 속도로 진군하여 회하를 건너 사주 동남쪽에 있던 도량성(都梁城, 현 장쑤성 우치 현 동남쪽)을 점령하였다. 이때 방훈군은 야음을 틈타 은밀히 철수하여 성을 탈출하였다. 대가사의 군세를 빈 성으로 유인하여 정부군의 실력을 피해 가면서 그 허점을 노려 이를 급습할 작정이었다. 과연 대가사가 도량성에 들어서자, 다만 성이 텅 비어 있을 뿐이었다. 대가사는 승리했다고 여기고 아무런 방비 조치를 취하지도 않았다.
다음날, 하늘에는 안개가 많이 끼어 있어서 시야가 효과가 없어 보이지 않게 되었다. 그때, 방훈군의 장수 왕홍립(王弘立)이 호주(濠州, 현 안후이성 추저우 시)에서 수만 명의 병력을 이끌고 와서 성 안으로 재차 쇄도해 들어왔다. 그들은 안개 속에서 보이지 않는 시야를 틈타 정부군을 습격했다. 대가사는 서주 정예병들의 적수가 되지 못했다. 마침내 3만 명의 정부군은 전멸하였고, 그 중 운좋게도 수백 명만이 살아남아 전장을 이탈하였다. 대가사도 단기필마로 탈출하다가 어지러운 싸움 속에서 죽고 말았다.
이처럼 서전(緖戰)에서의 첫 승리로, 전세는 방훈에게 유리하게 진행되어 갔다. 그러나 정작 방훈 자신은 그 후에 이르러서도 무녕군 절도사의 자리에 미련을 갖고 있었기 때문에, 조정의 고위 관료로부터 절도사가 될 수 있도록 힘써 보겠다는 내용의 편지를 받으면 전투를 중지해 버리기 일쑤였다. 결국 방훈은 기선을 제압할 절호의 기회를 완전히 놓쳐 버렸고, 자신은 천하무적이라고 자랑하면서 제멋대로 과도한 향락에 빠져들기 시작했다. 그 사이에 정부군은 송주(宋州, 현 허난성 상추 시)에 군세를 집결시켰다. 사태의 심각성을 깨달은 방훈은 병력과 물자를 모으려고 하였다. 하지만, 이때 방훈군의 결점이 여기서 드러나고 말았다.

### 내분과 배반, 그리고 자멸
방훈이 반란을 일으킨 궁극적인 목적은 정부를 전복시키는 것이 아니었고 단지 스스로 호화로운 생활을 추구하려는 데 있었기 때문에, 이념이고 뭐고 없는 것이었다. 이 때문에 현지 주민들 중 남자들을 강제 연행하여 군대에 편입시키고, 물자들을 호족들이나 부호들로부터 전부 약탈하기에 이르렀고, 특히 남자 한 명이라도 숨기거나 재물들을 조금이라도 숨겨놓는 사람이 있으면 그 사람은 물론이고 일족들을 전원 몰살시켜 버릴 정도였다. 방훈군에 참가했던 많은 사람들은 최언증의 학정으로부터 도피하기 위해 반란을 일으켰는데도 방훈의 지배가 최언증보다 너무 심한 상황에 이르게 되자, 이에 실망하여 배반하고 말았다. 기현(蘄縣, 현 안후이성 쑤저우 시 융차오 구)의 토호(土豪)인 이연(李兗)도 그 중의 한 사람이었다.
그리고 방훈군 내부에서도 점차 분열이 시작하였다. 실제로, 방훈군의 장수 중 한 사람인 맹경문(孟敬文)은 방훈을 배반하고 정부군 측에 투항하려다가 서주에서 방훈에 의해 살해되기까지 하였다. 강승훈도 투항을 받아들이는 작전을 채용하면서 방훈군은 싸워 보지도 않고 소멸해 가고 있었다. 사면초가인 상황에서는 아무런 조치조차 취할 수도 없었고, 단지 승려에게 시주를 하거나 소원을 비는 것 정도 밖에 할 수 없을 정도로 방훈군의 세력은 급속도로 약체화되기 시작하였다.
설상가상으로, 방훈이 파견한 숙주(宿州, 현 안후이성 쑤저우 시)의 수장(守將) 장현임(張玄稔) 등이 방훈을 배신하고 정부군 측에 항복하는 사건이 일어났다. 이처럼 정부군에 투항하는 배신자들의 속출로, 방훈군은 숙주와 서주에서 정부군에게 잇달아 패배하였다. 특히, 이 과정에서 방훈군의 본거지인 서주 팽성이 정부군에게 함락되어 방훈군의 핵심 장병(즉, 계주에서 국경 경비를 서고 있다가 반란을 일으킨 서주의 교병들)들의 친족들과 관련자 수천 명이 붙잡혀 처형되었다. 이로써 정세는 마침내 승패가 결정되고 말았다.
869년 9월, 방훈은 서주에서 2만 명의 병력을 이끌고 석산(石山)으로부터 서쪽으로 철수하였으나 강승훈이 이끄는 보기(步騎, 보병과 기병) 8만 명의 정부군에 쫓기게 되었고, 정부군은 추격의 고삐를 늦추지 않았다. 방훈의 주력부대는 송주 남성(南城)을 습격하여 일단 그곳을 점령하였으나, 거기서도 쫓기다가 변수를 건너 남쪽의 박주(亳州, 현 안후이성 보저우 시)에 이르러서 정부군의 공격을 받게 되었다. 사타족의 추장 주야적심이 수천 명의 기마군단을 이끌고 선봉에 서서 방훈을 박주에서 추격하였다.
결국 방훈은 사타족 기마군단의 적수가 되지 못해 대패하였고 기현으로 퇴각하여 환수(渙水)를 건너 달아나려고 했으나, 항장(降將) 이연이 도하하는 다리를 끊어 파괴해 버리고 기다리고 있었다. 이미 달아날 곳을 잃은 방훈군은 정부군의 공격을 받고 괴멸되었고, 방훈도 어지러운 싸움 속에서 살해되었다. 살아서 탈출한 자들은 겨우 1천여 명뿐이었다. 반란은 1년 만에 평정되었고, 이렇게 해서 방훈의 난은 마침내 종막을 고하게 되었다.

## 방훈의 난에 참가한 인물
- 주매
- 제갈상

※ 이들 두 사람은 반란 후반기에 정부군 측에 투항하였고, 훗날 당나라 조정에서 절도사(節度使)를 역임하였다.

## 같이 보기
- 방훈
- 강승훈
- 이국창
- 구보의 난
- 황소의 난

## 참고 자료
- 《자치통감》, 권 250・251 (해당 기사의 주요 참고 자료)
- 진순신(陳舜臣), 『중국의 역사 (4)』. 고단샤